# Ферзалиева, Саимат Керимовна
Саимат Керимовна Ферзалиева (1925-1995) — советский передовик сельского хозяйства, звеньевая колхоза имени Агасиева Ахтынского района Дагестанской АССР. Герой Социалистического Труда (1966).

## Биография
Родилась в 1925 году в селе Ахты, Дагестанской АССР
С 1941 года в период Великой Отечественной войны после окончания семи классов Ахтынской сельской школы в возрасте шестнадцати лет, С. К. Ферзалиева начала свою трудовую деятельность колхозницей, позже была назначена — руководителем садоводческого звена садоводческой бригады в колхозе имени Агасиева Ахтынского района Дагестанской АССР. С. К. Ферзалиева после войны, даже в трудный период вырабатывала от пятисот и более трудодней при минимальной норме в сто двадцати. 
С. К. Ферзалиева была инициатором обработки химикатами плодовых садов воздушной авиацией и первой в Ахтынском районе проводила аэрозольную обработку. Под руководством С. К. Ферзалиевой, садоводческим звеном собиралось с одного гектара по сто восемьдесят центнеров фруктово-яблочной продукции. В 1965 году в неурожайный год, её звеном было собрано по восемьдесят шесть центнеров плодо-фруктовой продукции с каждого гектара площади. 
30 апреля 1966 года  Указом Президиума Верховного Совета СССР «за успехи, достигнутые в увеличении производства и заготовок картофеля, овощей, плодов и винограда звеньевая»  Саимат Керимовна Ферзалиева была удостоена звания Героя Социалистического Труда с вручением Ордена Ленина и золотой медали «Серп и Молот».
Помимо основной деятельности занималась общественно-политической работой: с 1963 по 1967 годы избиралась депутатом Верховного Совета РСФСР 6-го созыва, в 1966 году была делегатом XXIII съезда КПСС и членом Дагестанского областного комитета КПСС. Умерла в 1995 году. 

## Награды
- Медаль «Серп и Молот» (30.4.1966)
- Орден Ленина (30.4.1966)

### Память
- В 2015 году в селе Ахты на доме где проживала С. К. Ферзалиева была  открыта мемориальная доска